# ساكي ملتحي
الساكي الملتحي أو الشيربوط (الاسم العلمي: Chiropotes) هو جنس من الحيوانات يتبع فصيلة السعادين الساكية من رتبة الرئيسيات.

## أنواع الساكي الملتحي
- ساكي ملتحي أبيض الأنف
- ساكي ملتحي أحمر الظهر
- ساكي ملتحي بني الظهر
- ساكي ملتحي أسود
- ساكي ملتحي يوتا هيكي